# تکنیک‌های حمله در کشتی حرفه‌ای

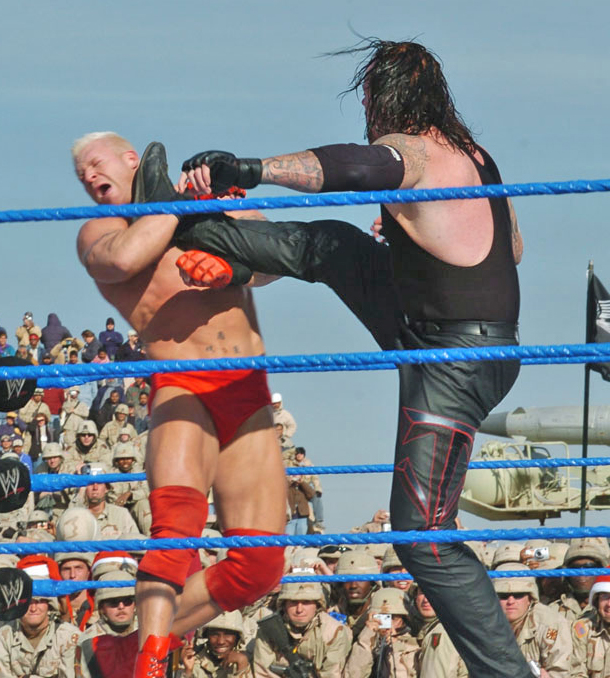
آندرتیکردر حال اجرای فن چکمهٔ بزرگ

کشتی حرفه ای یا همان کشتی کج نوعی مسابقات نمایشی هست که از حدود سال ۱۹۵۰ به وجود آمده و تا به امروز ادامه دارد در این مسابقات حریفان با هماهنگی کامل طرفین حرکت‌ها و مشت‌های نمادینی به هم دیگر وارد می‌کنند. این حرکات به صورت حرفه ای انجام شده و اگر توسط افراد مبتدی انجام شود باعث آسییب دیدن حریفشان می‌شوند.

## اسپیر
اسپیر(به انگلیسی:spear) نام یک فینیشر در کشتی حرفه ای است. کسانی مانند رومن رینز، بیل گلدبرگ، باتیستا، ادج و … از این فینیشر استفاده می‌کنند.

## نحوهٔ اجرا
این حرکت که با نام Shoulder block takedown هم شناخته می‌شود، با حرکت سریع کشتی گیر شروع می‌شود و با پرش به سمت حریف و ضربه با شانه کامل می‌شود. این ضربه که به قسمت وسط بدن زده می‌شود، برای به هم زدن تعادل حریف استفاده می‌شود.